# Nada Mamula
Nada Mamula (Beograd, 9. siječnja 1927. – Beograd, 11. listopada 2001.) je bila srpska narodna pjevačica i jedan od najboljih izvođača sevdalinki s ovih prostora.
U arhivima Radio Beograda, Radio Novog Sada i Radio Sarajeva je ostavila preko 150 interpretacija sevdalinki, kao i tradicionalnih pjesama s prostora Srbije. Bila je jedan od najpopularnijih pjevača ondašnje Jugoslavije.
Gotovo četiri desetljeća bila nezamjenjiva na glazbenoj sceni i svojom pjesmom godinama punila koncertne dvorane i srca mnogobrojne publike. Nema Bosne bez sevdaha, a jedan dio tog sevdaha, utkanog u pjesmu, vezan je za ime Nade Mamule. Ona je dio bosanske sevdalinke, dio onoga pravog glazbenog meraka, i sve ljepote te pjesme.
Njen prijatni alt prepoznatljiv je, a zauvijek će biti pamćena po nenadmašnim interpretacijama pjesama "Bosno moja", "Omer -beže", "Ah, meraka u večeri rane", "Djevojka sokolu zulum učinila". 
Umrla je u Beogradu 11. listopada 2001. godine.

## Najpoznatije interpretacije
- "U đul bašti"
- "Mujo kuje konja po mjesecu"
- "Bosno moja, divna, mila"
- "Omer-beže na kuli sjeđaše"
- "Negdje u daljine"
- "Bere cura plav' jorgovan"
- "Na teferič pošla nana"
- "Ah meraka u večeri rane"
- "S Igmana pogledat' je lijepo"
- "Smederevo, grade od starina"
- "Sarajevo, behara ti tvoga"
- "Djevojka sokolu zulum učinila"
- "Gdje si dušo, gdje si rano"

## Diskografija
- 2012 - Folk Zvijezda zauvijek - best of